# Davidka

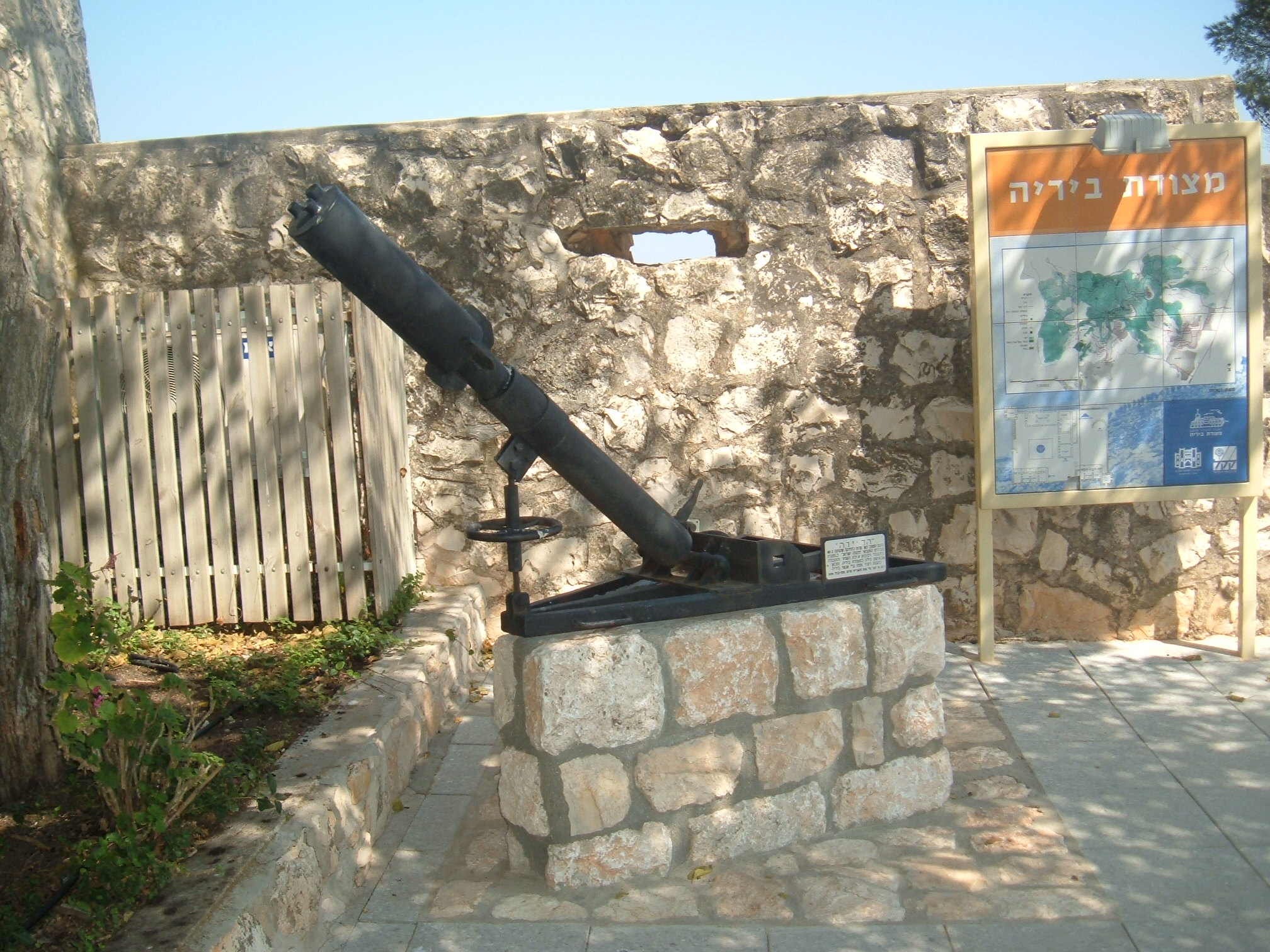
Davidka à la forteresse de Birya

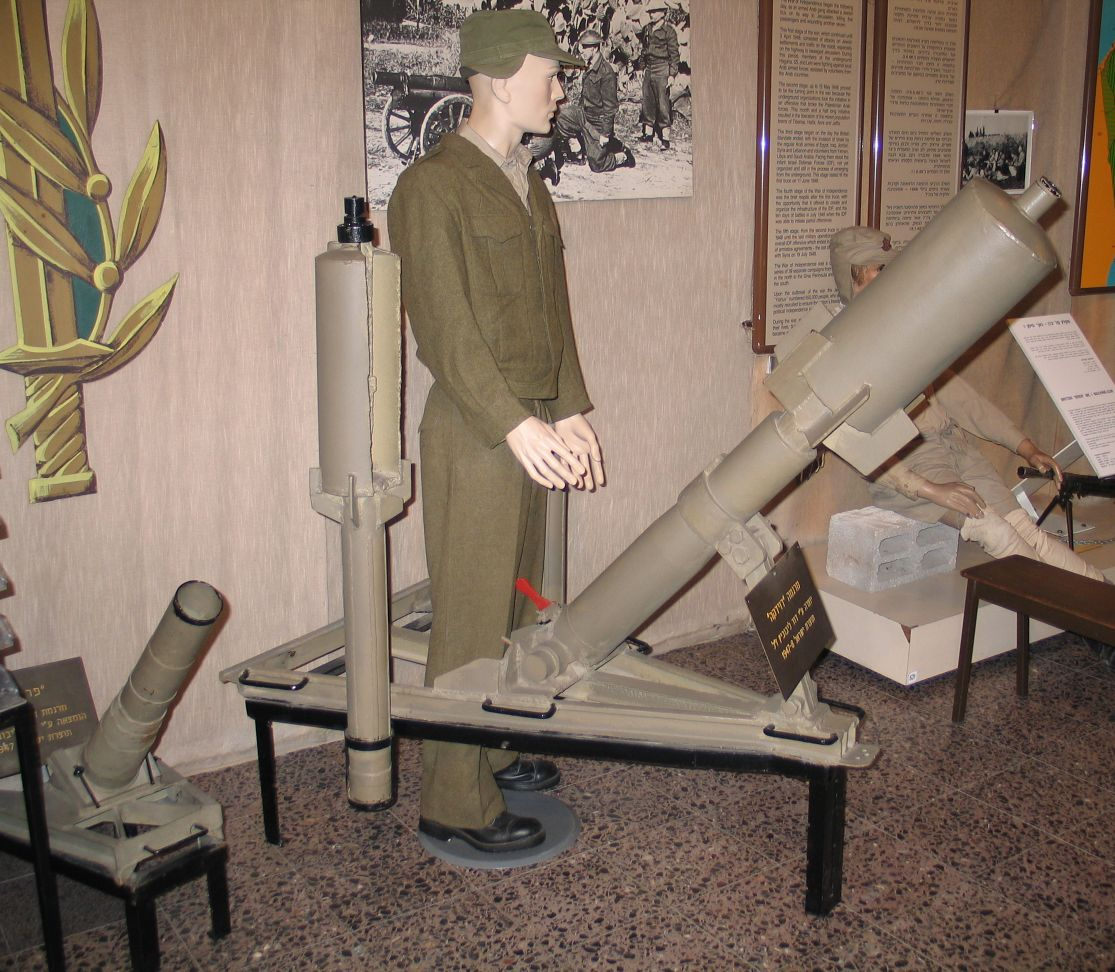
Davidka exposée au musée Batei HaOsef

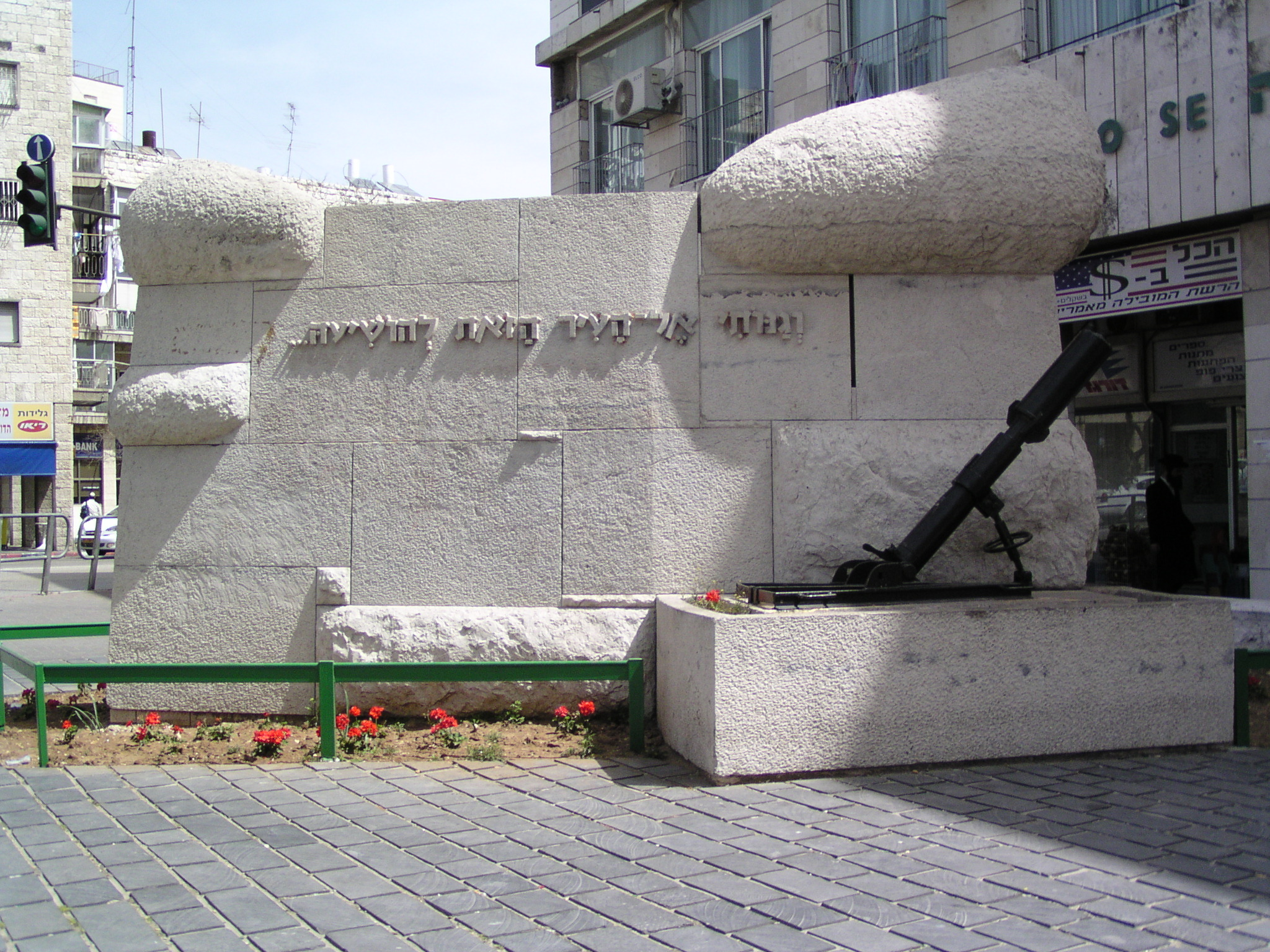
Mémorial Davidka sur la place Davidka à Jérusalem

La Davidka (en yiddish : דוידקה, « Petit David » ou « Fabriqué par David » ) était un mortier israélien artisanal utilisé à Safed et à Jérusalem pendant la guerre de Palestine de 1947 à 1949. Ses obus étaient extrêmement bruyants, mais très imprécis, et finalement de peu de valeur, au-delà du fait de terrifier les adversaires ; ils se sont néanmoins révélés particulièrement utiles pour faire fuir les soldats arabes et les civils. La davidka est nominalement classée comme une pièce de 3 pouces (76,2 mm), bien que l'obus tiré soit considérablement plus gros,.
La Davidka doit son nom à son inventeur, David Leibowitch, bien que le nom évoque aussi métaphoriquement la bataille biblique de David et Goliath.
Le mortier a été conçu à l’école agricole Mikvé Israël à Holon au cours de l’hiver 1947-1948. Il a été utilisé pour la première fois au combat le 13 mars 1948, lors de l'attaque du quartier d'Abu Kabir à Jaffa. La plus grande victoire attribuée aux Davidkas fut la libération de la Citadelle, un point fort du centre de Safed, dans la nuit du 9 au 10 mai 1948,,.
Le secret de la Davidka était son obus de 40 kg, qui était beaucoup plus gros que le mortier à partir duquel il était tiré.